# Liste der kaiserlichen Generale der Frühen Neuzeit/G
Legende: * geboren | ~ getauft | † gestorben | ⚔ gefallen | Zu den Rangbezeichnungen siehe auch Generalsränge auf der Startseite.
- Sigmund Ignaz Joachim Freiherr von Gabelkoven

* 1708 † 14. Februar 1788. Laufbahn: 25. November 1767 mit Rang vom 15. August 1759 Generalfeldwachtmeister
- Franz Graf von Gaetano d’Aragona

* ? † ?. Laufbahn: 20. Juni 1699 Generalfeldwachtmeister
- Karl Anton Marchese di Gaggi

* 1706 † 1780. Laufbahn: 15. Januar 1770 mit Rang vom 7. Februar 1759 Generalmajor
- Franz Sigismund Hieronymus Felix Graf von Gaisruck

* 3. Februar 1686 † 22. März 1769. Laufbahn: 23. März 1735 Generalfeldwachtmeister, 15. August 1739 Feldmarschalleutnant, 17. Oktober 1745 Feldzeugmeister, 11. Juli 1754 Feldmarschall
- Graf Rudolph Karl von Gaisruck

* 1700/01 † 27. März 1778. Laufbahn: 18. Januar 1758 Generalfeldwachtmeister, 18. Januar 1760 mit Rang vom 25. April 1758 Feldmarschalleutnant, 19. Januar 1771 mit Rang vom 1. Januar 1770 Feldzeugmeister
- Anton von Gajoli

* ? † 8. Dezember 1834. Laufbahn: 1. September 1807 mit Rang vom 28. Juli 1805 Generalmajor, 1809 im Ruhestand
- Don Emanuel Maria José Mendoza de Silva y de la Cerda, Conde de Galbes

* 18. Oktober 1677 † 7./8. Oktober 1728. Laufbahn: 4. Mai 1717 Feldmarschalleutnant, 3. November 1723 General der Kavallerie
- Christian Adolf von Galen

* ? † ?. Laufbahn: 24. Dezember 1727 Generalfeldwachtmeister
- François de Galhau

* ? † ?. Laufbahn: 5. Februar 1750 Generalfeldwachtmeister
- Livio Cavaliere di Galimberti

* 3. Dezember 1768 † 29. Juni 1832. Laufbahn: 1812 italienischer Brigadegeneral; 1815 k.k. Generalmajor und im Ruhestand
- Johann Friedrich Freiherr Gall von Gallenstein

* ? † 26. Juli 1696. Laufbahn: 26. Juni 1692 Generalfeldwachtmeister (Titel), 14. August 1692 Generalfeldwachtmeister
- Matthias Gallas, Graf von Campo

* 17. Oktober 1588 † 25. April 1647. Laufbahn: 11. April 1629 Generalfeldwachtmeister, 22. Dezember 1631 Feldzeugmeister, 13. Oktober 1632 Feldmarschall, 25. September 1633 Generalleutnant † 19. November 1639, 22. März 1643 dito † 24. Januar 1645, März 1646 dito
- Weikhard Graf von Gallenberg

* 6. November 1765 † 3. September 1832. Laufbahn: 27. April 1813 Generalmajor, 7. Oktober 1815 im Ruhestand
- Jakob Sigmund Freiherr Gall von Gallenfels

* ? † 9. November 1697. Laufbahn: 1. April 1689 kurbayerischer Generalwagenmeister; 1. Februar 1690 kaiserlicher Generalfeldwachtmeister
- Johann Joseph Graf von Galler

* 8. Dezember 1677 † 20. April 1755. Laufbahn: 25. Juli 1719 Generalfeldwachtmeister
- Karl Ernst Graf von Galler

* ? † 11. März 1746. Laufbahn: 12. Januar 1734 Generalfeldwachtmeister
- Henri de Massue de Ruvigny, Earl of Galway

* 9. April 1649 † 3. September 1720. Laufbahn: 1690 engl. Generalmajor, November 1693 Generalleutnant, 1704 General; 1700 niederländischer General der Infanterie ?; 10. August 1694 kaiserlicher Feldzeugmeister, 9. August 1704 Feldmarschall
- Franz Dominik Graf de Gand dit Villain

* ? † 16. Februar 1737. Laufbahn: Februar 1726 Generalfeldwachtmeister, 3. Dezember 1733 Feldmarschalleutnant
- Johann Adam Freiherr von Garnier

* ? † ?. Laufbahn: 1664 Generalfeldwachtmeister (Titel)
- Johann Heinrich Freiherr von Garnier

* 2. Februar 1614 † 9. August 1664. Laufbahn: 18. Februar 1659 Generalfeldwachtmeister
- Karl Graf von Gastheimb

† 29. Juni 1785. Laufbahn: 19. November 1756 mit Rang vom 1. August 1752 Generalfeldwachtmeister
- Alois Graf von Gavasini

* 1762 † 28. November 1834. Laufbahn: 6. März 1800 mit Rang vom 29. März 1800 Generalmajor, 1806 quittiert
- Gavaux, ...

* ? † ?. Laufbahn: 1777 mit Rang vom 18. Juni 1771 Generalmajor, 1791 infam kassiert
- Leopold Joseph Desiderius Hubert Graf von Gavre

* 11. Mai 1764 † 17. September 1823. Laufbahn: 16. April 1802 mit Rang vom 11. April 1802 Generalmajor, 1805 quittiert
- Franz Joseph Rasso Fürst von Gavre, Marquis d’Aiseau

* 14. September 1731 † 7. März (11. April ?) 1797. Laufbahn: 18. September 1770 mit Rang vom 11. April 1765 Generalmajor; 1790 ?? quittiert
- Anton Gazzinelli

* ? † 3. Mai 1790. Laufbahn: 25. April 1775 mit Rang vom 27. Oktober 1774 Generalmajor, 15. September 1787 mit Rang vom 10. September 1787 Feldmarschalleutnant
- Karl von Geitner

* ? † 9. März 1795. Laufbahn: 31. Juli 1788 mit Rang vom 23. Juli 1788 Generalmajor
- Gottfried von Huyn, Graf von Geleen

* um 1595 † 16./27. August 1657. Laufbahn: 20. Juni 1633 kurbayerischer Generalwagenmeister, 2. Januar 1634 Feldmarschalleutnant, 6. Juli 1636 Feldzeugmeister, 28. September 1645 Feldmarschall; 1. März 1634 kaiserlicher Feldmarschalleutnant, um Juni 1636 Feldzeugmeister, 27. März 1639 Feldmarschall, 1. Mai 1644 dito
- Karl Ludwig Freiherr von Gelhay

* ? † 1769. Laufbahn: 10. Juni 1742 Generalfeldwachtmeister, 5. August 1751 Feldmarschalleutnant
- Christoph Sigmund von Gellhorn

* 5. Oktober 1653 † ? Laufbahn: 2. Juni 1716 Generalfeldwachtmeister
- Andreas Freiherr von Geminiani

* ? † 1745. Laufbahn: 25. Juli 1731 Generalfeldwachtmeister
- Eberhard Freiherr von Gemmingen zu Hornberg und Treschklingen

* 2. September 1688 † 3. Januar 1767. Laufbahn: 3. Juni 1744 Generalfeldwachtmeister, 1754 mit Rang vom 1. August 1752 Feldmarschalleutnant
- Reinhard Freiherr von Gemmingen zu Hornberg und Treschklingen

* 16. Juli 1710 † 27. November 1775. Laufbahn: 13. Februar 1755 Generalfeldwachtmeister, 17. Februar 1759 mit Rang vom 2. Oktober 1757 Feldmarschalleutnant
- Sigmund Freiherr von Gemmingen zu Hornberg und Treschklingen

* 26. März 1724 † 17. Dezember 1806. Laufbahn: 19. Januar 1771 mit Rang vom 30. Juli 1759 Generalmajor, 1. Mai 1773 mit Rang vom 16. August 1772 Feldmarschalleutnant, 31. Mai 1788 mit Rang vom 27. September 1787 Feldzeugmeister, April 1790 im Ruhestand
- Johann Georg Freiherr von Geneyne

* 1723 † 13. April 1810. Laufbahn: 10. April 1783 mit Rang vom 3. April 1783 Generalmajor, 16. Januar 1790 mit Rang vom 22. Januar 1790 Feldmarschalleutnant, 22. April 1805 Feldzeugmeister und im Ruhestand
- Menrad Freiherr von Geppert

* 1768 † 7. April 1855. Laufbahn: 26. Juli 1813 Generalmajor, 21. März 1827 Feldmarschalleutnant, 16. Juni 1836 Feldzeugmeister (Charakter) ehrenhalber und im Ruhestand
- Leopold Freiherr von Geramb

* 12. Februar 1774 † 3. Dezember 1845. Laufbahn: 18. Februar 1814 Generalmajor, 11. Januar 1830 Feldmarschalleutnant, 9. Oktober 1840 General der Kavallerie (Charakter) ehrenhalber und im Ruhestand
- Jakob Freiherr von Gérard

* ? † 1676 (⚔ bei Demmin). Laufbahn: 9. Juni 1675 Generalfeldwachtmeister
- Gabriel Freiherr Geringer von Ödenberg

* 15. Januar 1758 † 15. Oktober 1825. Laufbahn: 22. Januar 1808 mit Rang vom 20. Juni 1805 Generalmajor, 1813 im Ruhestand
- Nikolaus von Gerliczy

* ? † 9. Juli 1779. Laufbahn: 28. Dezember 1771 mit Rang vom 15. Februar 1765 Generalmajor
- Gottlob Abraham Freiherr von Gersdorff

* 23. Dezember 1715 † 1772. Laufbahn: 15. April 1764 mit Rang vom 18. August 1758 Generalfeldwachtmeister
- Joseph Gerstner von Gerstenkorn

* 1791; † 16. April 1869 .Laufbahn: 1844 Oberst und Kommandeur des Infanterie-Regiments Nr. 40, 1849 Generalmajor, 1850 Feldmarschalleutnant, 1854 Landesgendarmeriekommandant
- Justus von Geusau

* 20. Januar 1700 † 1749. Laufbahn: schwäbischer Generalmajor; 9. Januar 1746 k.k. Generalfeldwachtmeister
- Ferdinand Leopold Freiherr von Geyer

* ? † 1737. Laufbahn: 7. Oktober 1723 Generalfeldwachtmeister
- Johann Karl Freiherr von Geymann

* ? † 1709. Laufbahn: 3. Mai 1707 Generalfeldwachtmeister
- Johann von Ghenedegg

* 10. Januar 1740 † 25. Januar 1821. Laufbahn: 29. Oktober 1800 mit Rang vom 21. November 1800 Generalmajor, 1808 Feldmarschalleutnant (Charakter) und im Ruhestand
- Johann Freiherr Ghillányi von Láz und Bernicze

* 1687 † 2. Januar 1752. Laufbahn: 4. März 1735 Generalfeldwachtmeister, 24. September 1741 Feldmarschalleutnant, 1751 General der Kavallerie
- Ernst Friedrich Alexander Graf von Giannini, Marchese die Carpeneto Suavio

* 15. Juli 1719 † 17. März 1775. Laufbahn: 12. Februar 1760 Generalfeldwachtmeister, 30. Oktober 1762 Feldmarschalleutnant
- Jakob Freiherr von Gibson

* 1670 † 10. Mai 1755. Laufbahn: 26. November 1733 Generalfeldwachtmeister
- Samuel von Giffing

* 1758 † 18. Oktober 1813(⚔ bei Leipzig). Laufbahn: 2. September 1809 Generalmajor
- Anton Freiherr von Gillet

* 1748 † 8./10. November 1811. Laufbahn: 22. Juli 1809 Generalmajor
- Franz Josepf Basilius von Girod

* 14. November 1729 † 27. Oktober 1806. Laufbahn: 30. Januar 1804 mit Rang vom 19. Dezember 1802 Generalmajor
- Johann Friedrich Freiherr von Globitz

* ? † ?. Laufbahn: 3. Mai 1704 Generalfeldwachtmeister, 23. März 1710 Feldmarschalleutnant
- Johann Heinrich Dittrich, Freiherr von Glöckelsberg

* ? † 1707. Laufbahn: 25. Januar 1700 Generalfeldwachtmeister, 21. April 1704 Feldmarschalleutnant
- Johann Karl Anton Graf von Goëss

* 18. August 1728 † 4. (11. ?) Mai 1798. Laufbahn: 1. Mai 1773 mit Rang vom 9. Februar 1770 Generalmajor
- François Baron de Goguelat

* 23. Januar 1746 † 2. Februar 1831. Laufbahn: 12. Juni 1801 mit Rang vom 5. Juni 1801 Generalmajor, 1805 im Ruhestand, 30. September 1816 quittiert; 9. September 1814 französischer Maréchal de camp, 10. November 1819 Generalleutnant
- Freiherr Peter Christoph Göldlin von Tiefenau

* 1663 † 10. April 1741 (⚔ bei Mollwitz). Laufbahn: 17. Dezember 1733 Generalfeldwachtmeister, 16. September 1737 Feldmarschalleutnant
- Martin Maximilian Freiherr von der Goltz

* 1593 † 1653. Laufbahn: 7. Januar 1636 Generalfeldwachtmeister, 31. März 1638 Feldzeugmeister, 28. Februar 1640 und 23. Juli 1648 dito
- Emerich Freiherr Gombos von Gombosfalva

* ? † ?. Laufbahn: 20. März 1702 Generalfeldwachtmeister, 23. Mai 1708 mit Rang vom 25. Dezember 1705 Feldmarschalleutnant
- Georg von Gombos

* ? † 4. Mai 1791. Laufbahn: 25. April 1775 mit Rang vom 27. Dezember 1774 Generalmajor
- Otto Moritz Georg Gomez de Parientos

* 26. Dezember (14. Oktober ?) 1744 † 10. Januar 1810. Laufbahn: 20. Oktober 1800 Generalmajor, 14. August 1808 Feldmarschalleutnant
- Franz Graf von Gondola

† 1717. Laufbahn: 23. Juli 1682 Generalfeldwachtmeister, 4. September 1685 Feldmarschalleutnant
- Adam Graf von Gondrecourt

† 1723. Laufbahn: 22. April 1708 Generalfeldwachtmeister, 20. Mai 1716 Feldmarschalleutnant
- Stephan Graf von Gondrecourt

* ? † ?. Laufbahn: 18. Januar 1760 mit Rang vom 7. Dezember 1758 Generalfeldwachtmeister
- Karl Franz Johann Augustin Graf Vinchant de Gontreuil

* ? † ?. Laufbahn: 19. Januar 1771 mit Rang vom 24. September 1761 Generalmajor
- Karl Philipp Joseph Anton Graf Vinchant de Gontreuil

* 5. Juli 1755 † 15. Juli 1798. Laufbahn: 4. März 1796 mit Rang vom 1. September 1794 Generalmajor
- Camillo Gonzaga, Marchese di Mantua

* 1600 † 1658. Laufbahn: 26. April 1640 Generalfeldwachtmeister, 7. August 1643 Feldmarschalleutnant, venezianischer und mantuan. General
- Hannibal Franz Maria Gonzaga, Marchese di Mantua, Principe di Sabbionetta e Bozzolo

* 1602 † 2. August 1668. Laufbahn: 15. April 1635 Generalfeldwachtmeister, 14. September 1639 Feldzeugmeister, 28. Januar 1658 Feldmarschall
- Luigi Gonzaga, Marchese di Mantua, Graf von San Martino

* 1599 † 1660. Laufbahn: 4. Januar 1636 Generalfeldwachtmeister, 21. Juni 1639 Feldmarschalleutnant
- Johann Graf von Gorani

* 1712 † 10./14. Oktober 1747 (⚔ bei Ventimiglia). Laufbahn: 8. Juli 1746 Generalfeldwachtmeister
- Philipp Freiherr von Görger

* ? † 1. März 1811. Laufbahn: 25. April 1798 mit Rang vom 17. April 1798 Generalmajor, 3. Januar 1801 mit Rang vom 14. Januar 1801 Feldmarschalleutnant
- Karl Friedrich Alexander Freiherr von Görschen

* 26. Mai 1738 † 25. Dezember 1818. Laufbahn: 28. April 1804 mit Rang vom 30. April 1804 Generalmajor
- Johann Mathias Franz Seraphim Freiherr Gorup von Besanez

* 25. September 1749 † 17. Februar 1835. Laufbahn: 6. März 1800 mit Rang vom 10. April 1800 Generalmajor, 22. Januar 1808 Feldmarschalleutnant, 4. Juli 1826 General der Kavallerie und im Ruhestand
- Johann Gosztonyi von Kis-Nemethy

* ? † 5. September 1845. Laufbahn: 15. Juli 1809 Generalmajor
- Friedrich Heinrich Freiherr von Gottesheim,

* 1749 † 5. April 1808. Laufbahn: 25. April 1798 Generalmajor, 17. April 1801 mit Rang vom 13. April 1801 Feldmarschalleutnant
- Johann Graf von Götz

* 1599 † 6. März 1645 (⚔ bei Jankau). Laufbahn: 5. April 1633 Generalfeldwachtmeister, 1. Februar 1634 Feldmarschalleutnant, 1634 General der Kavallerie ?, 1637 Feldmarschall; 26. Januar 1636 kurbayerischer Feldmarschall
- Peter Graf von Götz

* ? † 1638 (⚔ bei Vlotho). Laufbahn: 16. Dezember 1636 Generalfeldwachtmeister
- Sigmund Friedrich Graf von Götz

* ? † 13. Januar 1662. Laufbahn: 18. September 1657 Generalfeldwachtmeister
- Charles de Goulon

* ? † ?. Laufbahn: 1. April 1697 Generalfeldwachtmeister, 16. April 1704 Feldmarschalleutnant
- Joachim Pantaleon Graf von Gourcy

* 1707 † 12. Oktober 1796. Laufbahn: 3. Juni 1758 mit Rang vom 5. Januar 1758 Generalfeldwachtmeister, 19. Januar 1771 mit Rang vom 30. September 1766 Feldmarschalleutnant
- Peter Paul Graf von Gourcy

* 1705 † 19. Dezember 1795. Laufbahn: 20. Februar 1758 Generalfeldwachtmeister, 13. Mai 1764 Feldmarschalleutnant; 1767 preußischer Generalmajor
- Johann Anton Freiherr von Graffen,

* 1741 † 30. März/1. April 1807. Laufbahn: 4. März 1796 mit Rang vom 12. März 1794 Generalmajor, 21. Oktober 1798 im Ruhestand
- Ludwig von Grafforst

* ? † 21. Juni 1804. Laufbahn: 7. Juli 1779 mit Rang vom 3. Juni 1779 Generalmajor
- Claudius von Gramlich

† 1756. Laufbahn: 19. Oktober 1745 Generalfeldwachtmeister
- Johann Nepomuk Joseph Adam Freiherr Grammont von Linthal

* 22. Februar 1753 † 4. Februar 1831. Laufbahn: 17. Juni 1809 Generalmajor, 20. November 1813 Feldmarschalleutnant
- Franz Anton von Grana, Marchese del Caretto

* 1594 † 9. November 1651. Laufbahn: 6. Februar 1634 Feldzeugmeister, 21. Juni 1639 Feldmarschall
- Johann Ferdinand von Grana, Marchese del Caretto

* 14. August 1726 † 1778. Laufbahn: 17. April 1764 mit Rang vom 26. August 1758 Generalfeldwachtmeister
- Otto Heinrich von Grana, Marchese del Caretto

* 1620 ? † 15. Juni 1685. Laufbahn: 25. August 1674 Generalfeldwachtmeister, 17. September 1675 Feldmarschalleutnant, 2. Dezember 1683 Feldmarschall; 12. März 1682 spanischer General
- Don Luis Alfonso Marqués de Granada

† 1742 ?. Laufbahn: 18. Januar 1730 Generalfeldwachtmeister
- Graven, Ferdinand Ludwig von

- Martin Freiherr von Gräven

† 1791 ?. Laufbahn: 19. Januar 1771 mit Rang vom 4. Oktober 1761 Generalmajor, 26. November 1777 mit Rang vom 19. Mai 1777 Feldmarschalleutnant
- Johann Christoph Ernst von Gravenreuth

* 22. Mai 1674 † 24. März 1719. Laufbahn: Dez. 1718 Generalfeldwachtmeister
- Friedrich von Graw

† 26. Juni 1790. Laufbahn: 22. Januar 1789 mit Rang vom 19. Januar 1789 Generalmajor
- Johann Georg Freiherr von Grechtler

* 8. April 1705 † 1. September 1780. Laufbahn: 20. Februar 1762 mit Rang vom 20. Juli 1758 Generalfeldwachtmeister
- Clemens Gresselsberg, Edler von Hohenforst

† 11. August 1822. Laufbahn: 6. Juni 1813 Generalmajor, 11. Oktober 1821 im Ruhestand
- Jean-Baptiste Vaquette de Gribeauval

* 15. September 1715 † 9. Mai 1789. Laufbahn: 1. November 1758 Generalfeldwachtmeister, 22. Oktober 1762 Feldmarschalleutnant (abgelehnt); 25. Juli 1762 französischer Maréchal de camp, 17. Juli 1765 Generalleutnant
- Anton Grimmer von Riesenburg

* ? † 4. Januar 1818. Laufbahn: 12. Mai 1813 Generalmajor, 7. Oktober 1815 im Ruhestand
- Anton Graf von Grisoni

* ? † ?. Laufbahn: 25. April 1775 mit Rang vom 20. Mai 1771 Generalmajor
- Johann Franz von Bronckhorst, Graf von Gronsfeld

* 1640 † 8. April 1719. Laufbahn: 1689 schwäbischer Generalwagenmeister; 5. Juni 1688 kaiserlicher Generalfeldwachtmeister, 10. Juli 1692 Feldmarschalleutnant, 15. September 1697 General der Kavallerie, 1. August 1704 Feldmarschall
- Karl Anton Graf von Groß

* ? † ?. Laufbahn: 5. Februar 1744 Generalfeldwachtmeister, 1754 mit Rang vom 28. Juli 1752 Feldmarschalleutnant
- Ludwig Graf von Groß

* ? † ?. Laufbahn: 14. Januar 1744 Generalfeldwachtmeister, 23. Juli 1754 mit Rang vom 23. Juli 1752 Feldmarschalleutnant
- Bernhard von Grosser

* ? † 28. Mai 1828. Laufbahn: 22. März 1805 mit Rang vom 15. November 1803 Generalmajor, 1814 im Ruhestand
- Johann von Grueber

* 1739 † 30. April 1706. Laufbahn: Oktober 1793 Generalmajor, 4. März 1796 Feldmarschalleutnant, 1799 im Ruhestand
- Anton Grumbach

* ? † ?. Laufbahn: 27. April 1774 mit Rang vom 27. April 1774 Generalmajor
- Christoph Adolf Grumbach

* ? † ?. Laufbahn: 30. Mai 1716 Generalfeldwachtmeister
- Ferdinand Maria Hemricourt de Mozet, Graf von Grünne

* 1725 † 1779. Laufbahn: 3. Januar 1763 mit Rang vom 6. Februar 1758 Generalfeldwachtmeister, 19. Januar 1771 mit Rang vom 3. Oktober 1766 Feldmarschalleutnant
- Mathias Charles Thomas Marie de Hemricourt de Grunne (Joseph Matthias Karl Thomas Maria Carlomann Hemricourt de Mozet, Graf von Grünne),

* 20. Februar 1769 † 7. Oktober 1853. Laufbahn: 30. Mai 1809 Generalmajor, 1809 im Ruhestand, 1813 quittiert; 1815 niederl. Generalmajor, 1818 Generalleutnant
- Nikolaus Franz Joseph Hemricourt de Mozet, Graf von Grünne

* 25. Dezember 1701 † 15. Februar 1751. Laufbahn: 1. August 1737 Generalfeldwachtmeister, 12. April 1741 Feldmarschalleutnant
- Philipp Anton I. Hemricourt de Mozet, Graf von Grünne

* 26. November 1702 † 17. Mai 1753. Laufbahn: 26. Juni 1752 Generalfeldwachtmeister
- Philipp Anton II. Maria Joseph Hemricourt de Mozet de Pinchart, Graf von Grünne

* 11. Februar 1732 † 3. April 1797. Laufbahn: 10. April 1783 mit Rang vom 22. März 1783 Generalmajor
- Philipp Ferdinand Wilhelm Hemricourt de Mozet, Graf von Grünne-Pinchard

* 15. Mai 1762 † 26. Januar 1854. Laufbahn: 6. März 1800 mit Rang vom 14. April 1800 Generalmajor, 22. Januar 1808 Feldmarschalleutnant, 2. November 1827 General der Kavallerie, 2. August 1847 im Ruhestand
- Johann Martin Freiherr Gschwind von Pöckstein

* 10. Mai 1645 † 10. April 1721. Laufbahn: 1688 kurbayerischer Generalwagenmeister; 9. Juli 1692 kaiserlicher Generalfeldwachtmeister, 2. November 1692 Feldmarschalleutnant, 20. Mai 1705 mit Rang vom 16. April 1704 Feldzeugmeister, 3. Juni 1708 mit Rang vom 6. Juni 1707 Feldmarschall
- Ascanio Alessandro Marchese di Guadagni

* um 1685 † 27. Februar  (6. März ?) 1759. Laufbahn: 19. Januar 1734 Generalfeldwachtmeister, 19. April 1737 Feldmarschalleutnant, 11. Dezember 1749 General der Kavallerie, 14. Juli 1754 Feldmarschall
- Joseph Graf von Guadagni

* 16. Oktober 1725 † 21. Dezember 1801. Laufbahn: 10. April 1783 mit Rang vom 28. Februar 1783 Generalmajor
- Johann Franz Graf von Guasco de Clavières

* 15. August 1708 † 23. März 1763. Laufbahn: 21. Juli 1752 Generalfeldwachtmeister, 2. Februar 1758 Feldmarschalleutnant, 27. Oktober 1762 Feldzeugmeister
- Peter Alexander Graf Guasco von Clavières

* 3. Februar 1714 † 30. Juli 1780. Laufbahn: 17. Februar 1758 Generalfeldwachtmeister, 22. Juli 1760 mit Rang vom 27. März 1760 Feldmarschalleutnant, 19. Januar 1771 mit Rang vom 30. Juli 1770 Feldzeugmeister
- Tullo Marchese di Guerrieri

* ? † ?. Laufbahn: 24. Juli 1688 Generalfeldwachtmeister (Titel)
- Georg Gugg von Guggenthal

* um 1750 † 17./18. Dezember 1811. Laufbahn: 15. Dezember 1802 mit Rang vom 1. Februar 1803 Generalmajor, 1805 im Ruhestand
- Joseph Philipp Graf von Guicciardi

* 17. August 1704 † 1790. Laufbahn: 22. Januar 1752 Generalfeldwachtmeister, 9. April 1764 mit Rang vom 13. März 1759 Feldmarschalleutnant
- Karl Graf von Guicciardi

† 15. März 1835. Laufbahn: 20. Juli 1810 Generalmajor, 1814 im Ruhestand, 1815 in modenesischen Diensten, 20. Januar 1829 Feldmarschalleutnant (Charakter) ehrenhalber
- Wilhelm Freiherr von Guin (identisch mit dem Schotten William Gunn[2])

* 1603 † vor November 1660. Laufbahn: 1631–1638 in der schwedischen Armee (Bodensee, Nördlingen), 1639 in England geadelt, seit 1640 in Ulm, seit 1641 Oberst Guin in der kaiserlichen Armee,  20. Januar 1648 Generalfeldwachtmeister
- Peter von Gummer

† 12. Juli 1800. Laufbahn: 4. März 1796 mit Rang vom 28. Februar 1795 Generalmajor, 2. Oktober 1799 mit Rang vom 21. September 1799 Feldmarschalleutnant, 17. Februar 1800 im Ruhestand
- Georg Wilhelm Freiherr Guretzky von Kornitz und Gureck

* 1720 † 23. August 1784. Laufbahn: 1. Mai 1773 mit Rang vom 1. Februar 1770 Generalmajor
- Wenzel Hroznata Graf von Guttenstein

* 1663 † 3./4. März 1716. Laufbahn: 24. Dezember 1700 Generalfeldwachtmeister, 29. April 1704 Feldmarschalleutnant, 24. Mai 1708 Feldzeugmeister
- Karl Paul Freiherr von Quosdanovich (Gvozdanović)

* 1763; † 5. Februar 1817. Laufbahn: 12. Mai 1813 Generalmajor
- Peter Vitus Freiherr von Quosdanovich (Gvozdanović)

* 12. Juni 1738 † 13. August 1802. Laufbahn: 12. Oktober 1788 mit Rang vom 6. Oktober 1788 Generalmajor, 29. Dezember 1793 mit Rang vom 20. Dezember 1783 Feldmarschalleutnant, 28. Februar 1797 im Ruhestand
- Karl August Freiherr von Gyldenhoff

* ? † 10. Oktober 1764. Laufbahn: 20. Januar 1757 Generalfeldwachtmeister
- Christian Graf von Gyldenløve zu Samsøe

* 28. Februar 1674 † 16. Juli 1703. Laufbahn: 1695 dänischer Generalleutnant, 1696 General der Infanterie und General der Kavallerie, 31. August 1697 Generalfeldmarschallleutnant; 20. Dezember 1702 kaiserlicher Feldzeugmeister
- Clemens August Ferdinand Freiherr von Gymnich

* 20. Juli 1739 † 1. Februar 1806. Laufbahn: 28. Februar 1779 Generalmajor; 1779 mainz. General
- Albert Graf Gyulai von Máros Németh und Nádaska

* 12. September 1766 † 27. April 1835. Laufbahn: 24. Juli 1800 mit Rang vom 17. Juli 1800 Generalmajor, 14. August 1808 Feldmarschalleutnant, 7. Oktober 1815 im Ruhestand
- Franz Graf Gyulai von Máros-Neméth und Nádaska

* 27. November 1714 † 30. Juli 1787. Laufbahn: 25. Juni 1752 Generalfeldwachtmeister
- Franz II. Graf Gyulai von Máros-Németh und Nádaska

* 11. August 1674 † 18. Oktober 1728. Laufbahn: 7. Mai 1716 Generalfeldwachtmeister, 13. Oktober 1723 Feldmarschalleutnant
- Ignaz Graf Gyulai von Máros-Neméth und Nádaska

* 11. September 1763 † 11. November 1831. Laufbahn: 16. Mai 1797 mit Rang vom 17. Juni 1797 Generalmajor, 29. Oktober 1800 mit Rang vom 21. November 1800 Feldmarschalleutnant, 26. Juli 1813 Feldzeugmeister
- Samuel Graf Gyulai von Máros-Neméth und Nádaska

* 1723 † 24. April 1802. Laufbahn: 4. Oktober 1766 mit Rang vom 31. Oktober 1761 Generalfeldwachtmeister, 6. Januar 1777 mit Rang vom 9. Januar 1768 Feldmarschalleutnant
- Stephan II. Graf Gyulai von Máros-Németh und Nádaska

* 1683 † 13. Oktober 1758. Laufbahn: 16. März 1741 Generalfeldwachtmeister, 1754 mit Rang vom 6. Juli 1752 Feldmarschalleutnant